# Xã Summit Lake, Quận Nobles, Minnesota
Xã Summit Lake (tiếng Anh: Summit Lake Township) là một xã thuộc quận Nobles, tiểu bang Minnesota, Hoa Kỳ. Năm 2010, dân số của xã này là 323 người.